# Vierschanzentournee 2005/06
Die 54. Vierschanzentournee 2005/06 war Teil des Skisprung-Weltcups 2005/2006. Das Springen in Oberstdorf fand am 29. Dezember statt, am 1. Januar das Springen in Garmisch-Partenkirchen und am 4. Januar das Springen in Innsbruck. Die Veranstaltung in Bischofshofen schließlich fand am 6. Januar statt.
Es war die erste und bisher einzige Vierschanzentournee, nach der zwei Springer exakt die gleiche Punktzahl hatten und es also zwei Sieger gab.

## Teilnehmer
| Nation              | Athleten |
| ------------------- | --- |
| Deutschland         | Kai Bracht, Alexander Herr, Stephan Hocke, Mario Kürschner, Maximilian Mechler, Julian Musiol, Michael Neumayer, Martin Schmitt, Erik Simon, Georg Späth, Michael Uhrmann, Andreas Wank |
| Österreich          | Manuel Fettner, Mathias Hafele, Martin Höllwarth, Stefan Kaiser, Bastian Kaltenböck, Martin Koch, Andreas Kofler, Wolfgang Loitzl, Thomas Morgenstern, Roland Müller, Arthur Pauli, Balthasar Schneider, Reinhard Schwarzenberger, Stefan Thurnbichler, Gerald Wambacher, Andreas Widhölzl |
| Belarus             | Maksim Anissimau, Pjotr Tschaadajew |
| Bulgarien           | Petar Fartunow, Georgi Scharkow |
| Volksrepublik China | Li Yang, Tian Zhandong |
| Estland             | Jaan Jüris, Jens Salumae |
| Finnland            | Janne Ahonen, Janne Happonen, Matti Hautamäki, Joonas Ikonen, Risto Jussilainen, Tami Kiuru, Harri Olli |
| Frankreich          | Emmanuel Chedal, Vincent Descombes Sevoie, David Lazzaroni |
| Italien             | Sebastian Colloredo, Andrea Morassi |
| Japan               | Tsuyoshi Ichinohe, Daiki Itō, Noriaki Kasai, Hideharu Miyahira, Takanobu Okabe, Hiroki Yamada |
| Kanada              | Stefan Read |
| Kasachstan          | Iwan Karaulow, Nikolai Karpenko |
| Norwegen            | Anders Bardal, Lars Bystøl, Daniel Forfang, Tommy Ingebrigtsen, Roar Ljøkelsøy, Sigurd Pettersen, Bjørn Einar Romøren, Henning Stensrud |
| Polen               | Marcin Bachleda, Stefan Hula, Adam Małysz, Robert Mateja, Rafał Śliż, Kamil Stoch |
| Russland            | Ildar Fatkullin, Dmitri Ipatow, Denis Kornilow, Dmitri Wassiljew |
| Schweden            | Johan Eriksson, Isak Grimholm |
| Schweiz             | Simon Ammann, Andreas Küttel, Guido Landert, Michael Möllinger |
| Slowakei            | Martin Mesík |
| Slowenien           | Rok Benkovič, Jernej Damjan, Robert Kranjec, Primož Peterka, Primož Pikl, Jurij Tepeš |
| Südkorea            | Choi Heung-chul, Choi Seou, Kim Hyun-ki |
| Tschechien          | Jakub Janda, Antonín Hájek, Jan Matura, Jan Mazoch, Ondřej Vaculík |
| Ukraine             | Wolodymyr Boschtschuk |
| Vereinigte Staaten  | Alan Alborn |

## Oberstdorf

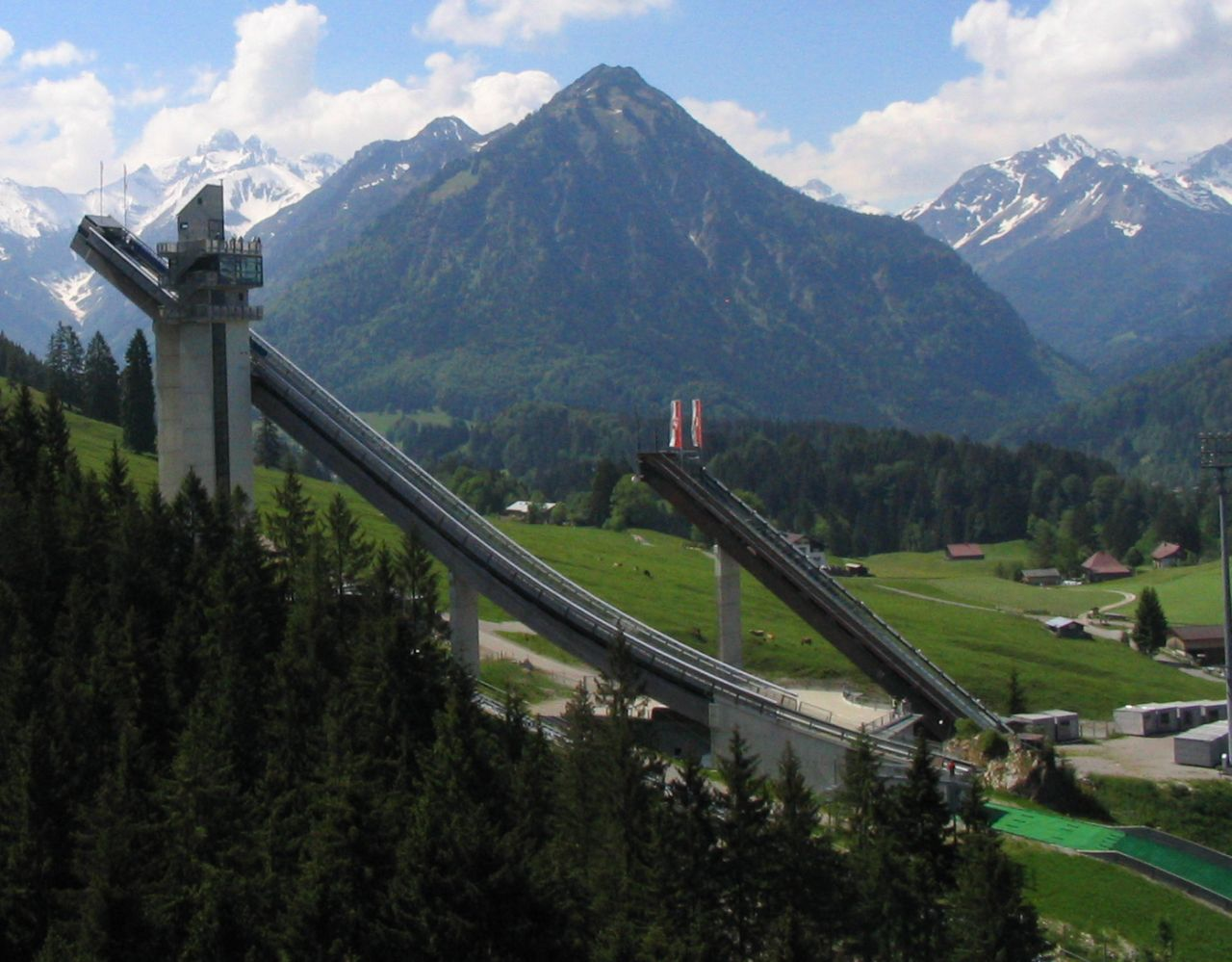
Die Schanze in Oberstdorf

- Datum: 29. Dezember 2005
- Uhrzeit: 16.30 Uhr
- Land:  Deutschland
- Schanze: Schattenbergschanze

| Pos. | Springer            | Land        | Punkte |
| ---- | ------------------- | ----------- | ------ |
| 1    | Janne Ahonen        | Finnland    | 270,9  |
| 2    | Roar Ljøkelsøy      | Norwegen    | 268,4  |
| 3    | Jakub Janda         | Tschechien  | 262,6  |
| 4    | Takanobu Okabe      | Japan       | 260,8  |
| 5    | Matti Hautamäki     | Finnland    | 258,0  |
| 6    | Andreas Widhölzl    | Österreich  | 248,1  |
| 7    | Georg Späth         | Deutschland | 245,3  |
| 8    | Simon Ammann        | Schweiz     | 244,8  |
| 9    | Michael Uhrmann     | Deutschland | 244,4  |
| 10   | Bjørn Einar Romøren | Norwegen    | 243,8  |
| 11   | Dmitri Wassiljew    | Russland    | 243,6  |
| 12   | Alexander Herr      | Deutschland | 238,7  |
| 13   | Noriaki Kasai       | Japan       | 238,0  |
| 13   | Adam Małysz         | Polen       | 238,0  |
| 15   | Andreas Kofler      | Österreich  | 236,7  |

## Garmisch-Partenkirchen

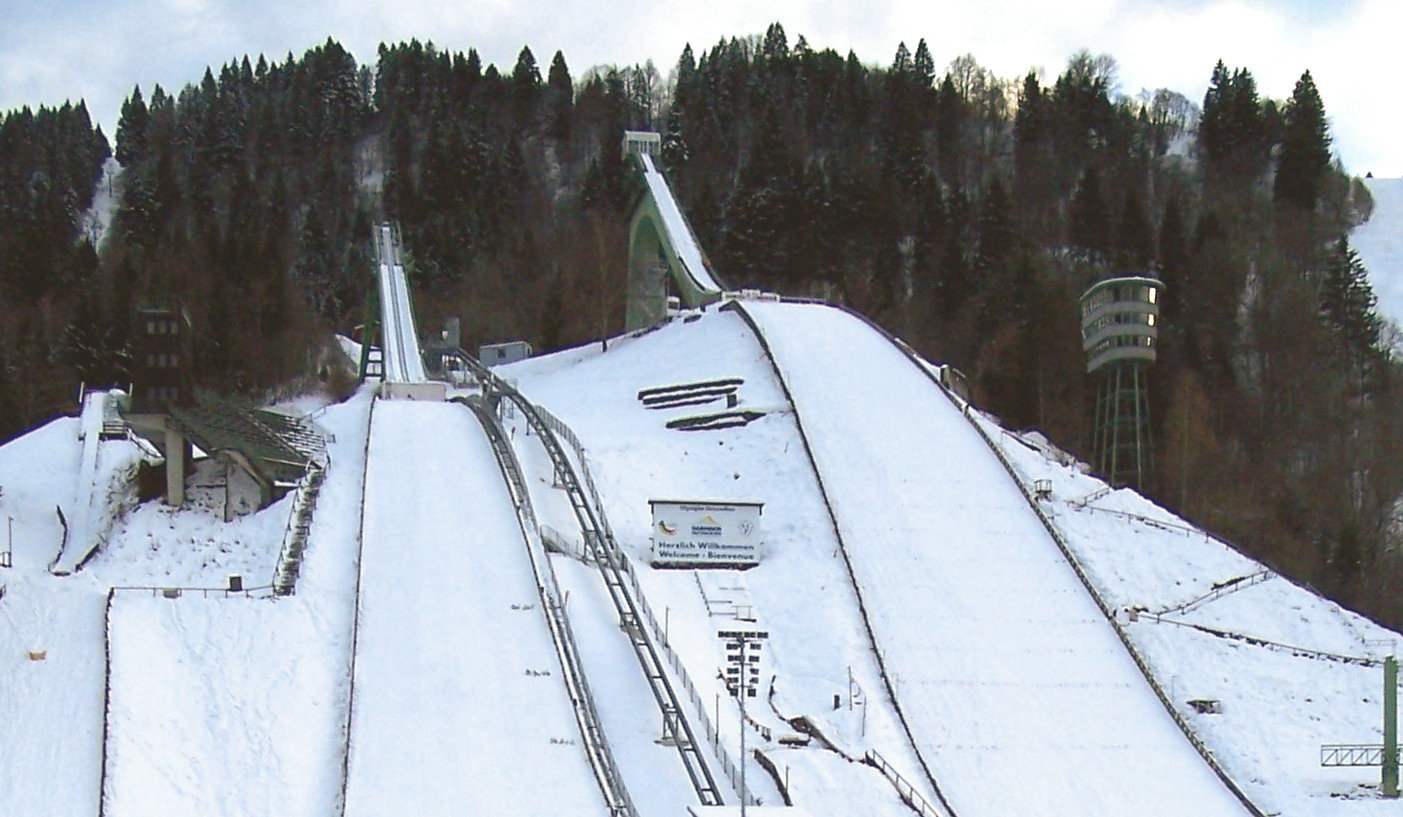
Die Schanze in Garmisch-Partenkirchen

- Datum: 1. Januar 2006
- Uhrzeit: 13.45 Uhr
- Land:  Deutschland
- Schanze: Große Olympiaschanze

| Pos. | Springer         | Land        | Punkte |
| ---- | ---------------- | ----------- | ------ |
| 1    | Jakub Janda      | Tschechien  | 264,7  |
| 2    | Janne Ahonen     | Finnland    | 262,2  |
| 3    | Matti Hautamäki  | Finnland    | 260,3  |
| 4    | Andreas Küttel   | Schweiz     | 259,8  |
| 5    | Roar Ljøkelsøy   | Norwegen    | 249,8  |
| 6    | Andreas Kofler   | Österreich  | 248,9  |
| 7    | Michael Uhrmann  | Deutschland | 246,6  |
| 8    | Simon Ammann     | Schweiz     | 242,9  |
| 9    | Georg Späth      | Deutschland | 240,8  |
| 10   | Takanobu Okabe   | Japan       | 238,6  |
| 11   | Martin Koch      | Österreich  | 237,4  |
| 12   | Noriaki Kasai    | Japan       | 236,3  |
| 13   | Rok Benkovič     | Slowenien   | 235,0  |
| 14   | Dmitri Wassiljew | Russland    | 233,2  |
| 15   | Alexander Herr   | Deutschland | 231,8  |

## Innsbruck

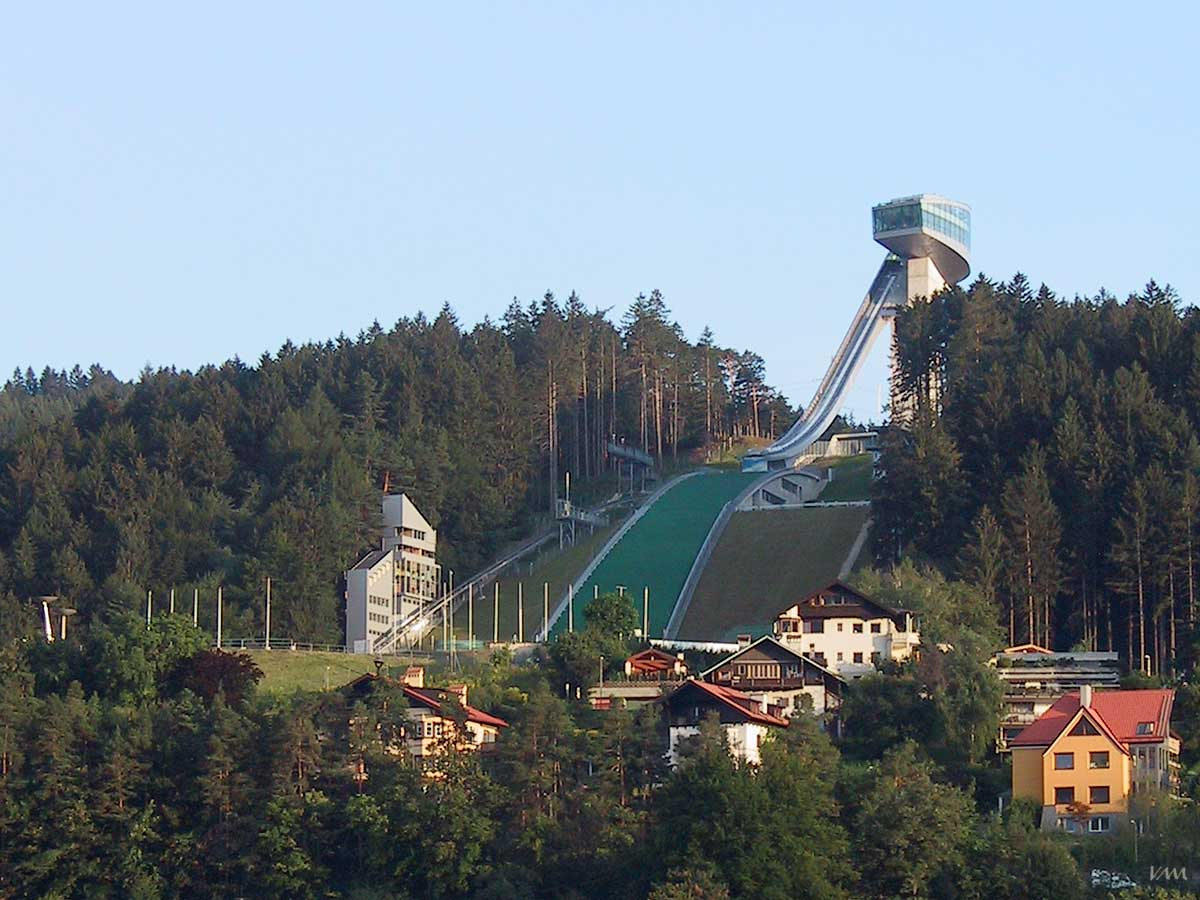
Die Schanze in Innsbruck

- Datum: 4. Januar 2006
- Uhrzeit: 13.45 Uhr
- Land:  Österreich
- Schanze: Bergiselschanze

| Pos. | Springer            | Land        | Punkte |
| ---- | ------------------- | ----------- | ------ |
| 1    | Lars Bystøl         | Norwegen    | 264,7  |
| 2    | Jakub Janda         | Tschechien  | 263,2  |
| 3    | Bjørn Einar Romøren | Norwegen    | 258,1  |
| 4    | Thomas Morgenstern  | Österreich  | 257,6  |
| 5    | Roar Ljøkelsøy      | Norwegen    | 256,9  |
| 6    | Janne Ahonen        | Finnland    | 255,4  |
| 7    | Andreas Küttel      | Schweiz     | 255,2  |
| 8    | Takanobu Okabe      | Japan       | 253,8  |
| 9    | Noriaki Kasai       | Japan       | 251,7  |
| 10   | Rok Benkovič        | Slowenien   | 251,4  |
| 11   | Andreas Kofler      | Österreich  | 251,3  |
| 12   | Andreas Widhölzl    | Österreich  | 250,2  |
| 13   | Georg Späth         | Deutschland | 248,4  |
| 14   | Sebastian Colloredo | Italien     | 248,1  |
| 15   | Matti Hautamäki     | Finnland    | 247,1  |

## Bischofshofen

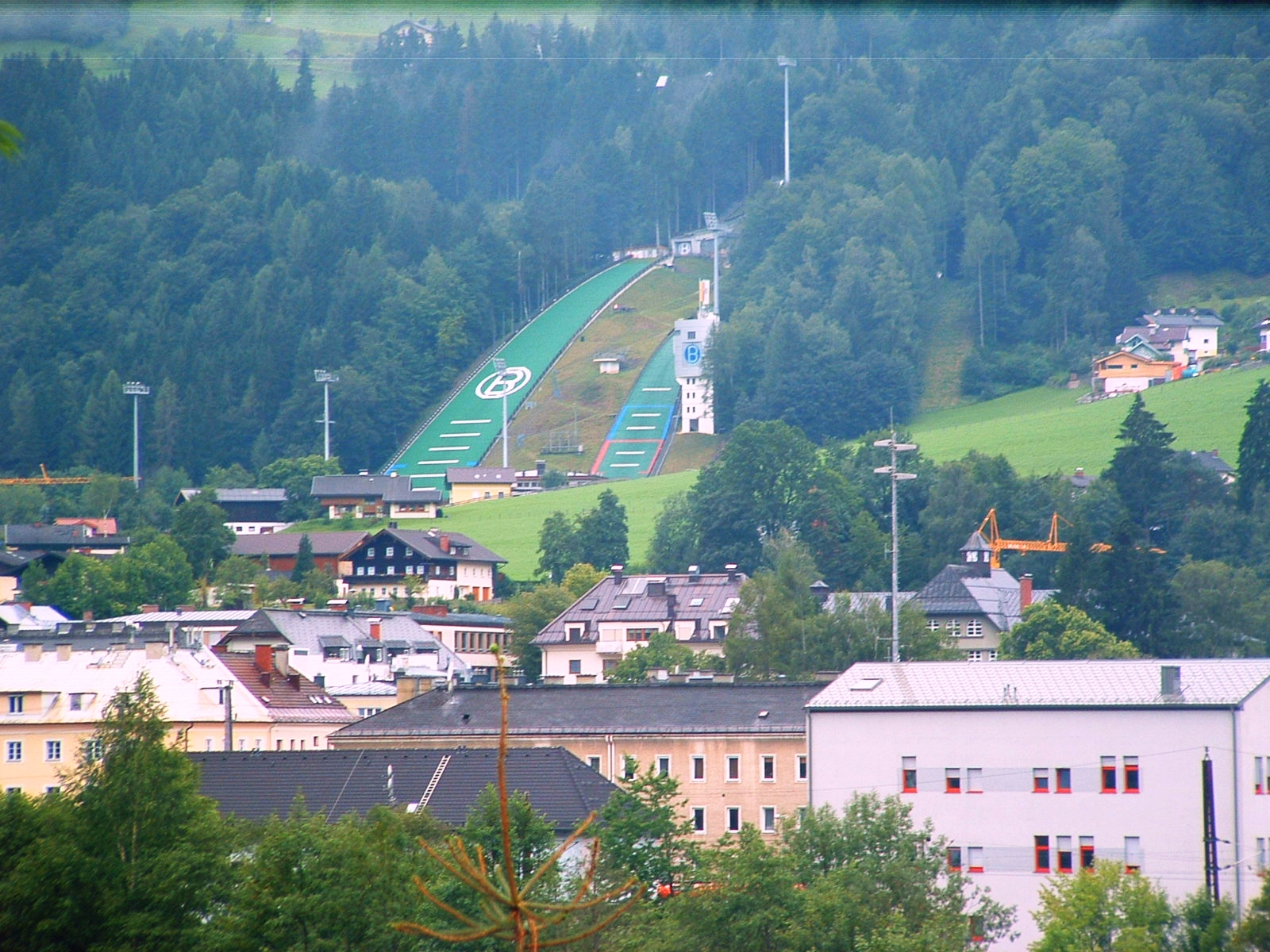
Die Schanze in Bischofshofen

- Datum: 6. Januar 2006
- Uhrzeit: 16.30 Uhr
- Land:  Österreich
- Schanze: Paul-Außerleitner-Schanze

| Pos. | Springer            | Land        | Punkte |
| ---- | ------------------- | ----------- | ------ |
| 1    | Janne Ahonen        | Finnland    | 293,0  |
| 2    | Jakub Janda         | Tschechien  | 291,0  |
| 3    | Roar Ljøkelsøy      | Norwegen    | 282,0  |
| 4    | Andreas Küttel      | Schweiz     | 277,7  |
| 5    | Bjørn Einar Romøren | Norwegen    | 265,8  |
| 6    | Takanobu Okabe      | Japan       | 264,6  |
| 7    | Alexander Herr      | Deutschland | 262,0  |
| 8    | Thomas Morgenstern  | Österreich  | 257,6  |
| 9    | Andreas Widhölzl    | Österreich  | 256,6  |
| 10   | Andreas Kofler      | Österreich  | 255,9  |
| 11   | Noriaki Kasai       | Japan       | 255,5  |
| 12   | Michael Uhrmann     | Deutschland | 254,4  |
| 13   | Rok Benkovič        | Slowenien   | 253,5  |
| 13   | Sebastian Colloredo | Italien     | 253,5  |
| 15   | Janne Happonen      | Finnland    | 252,6  |

## Gesamtstand
| Pos. | Springer            | Land        | Punkte |
| ---- | ------------------- | ----------- | ------ |
| 1    | Janne Ahonen        | Finnland    | 1081,5 |
| 1    | Jakub Janda         | Tschechien  | 1081,5 |
| 3    | Roar Ljøkelsøy      | Norwegen    | 1057,1 |
| 4    | Andreas Küttel      | Schweiz     | 1022,9 |
| 5    | Matti Hautamäki     | Finnland    | 1018,0 |
| 6    | Takanobu Okabe      | Japan       | 1017,8 |
| 7    | Bjørn Einar Romøren | Norwegen    | 997,9  |
| 8    | Andreas Kofler      | Österreich  | 992,8  |
| 9    | Noriaki Kasai       | Japan       | 981,5  |
| 10   | Georg Späth         | Deutschland | 976,7  |
| 11   | Michael Uhrmann     | Deutschland | 975,0  |
| 12   | Rok Benkovič        | Slowenien   | 971,0  |
| 13   | Simon Ammann        | Schweiz     | 964,3  |
| 14   | Dmitri Wassiljew    | Russland    | 952,9  |
| 15   | Sebastian Colloredo | Italien     | 932,5  |